# 8553 Bradsmith
8553 Bradsmith este un asteroid din centura principală de asteroizi.

## Descriere
8553 Bradsmith este un asteroid din centura principală de asteroizi. A fost descoperit pe 20 aprilie 1995 la Kitami de Kin Endate și Kazuro Watanabe. El prezintă o orbită caracterizată de o semiaxă mare de 2,25 ua, o excentricitate de 0,13 și o înclinație de 5,4° în raport cu ecliptica.